# 바나리
바나리(Banari, 사르데냐어: Bànari)는 이탈리아 사르데냐주 사사리도에 있는 코무네(지자체)로, 칼리아리에서 북쪽으로 약 150 킬로미터 (93 mi), 사사리에서 남동쪽으로 약 20 킬로미터 (12 mi) 떨어져 있다.
바나리는 다음 지자체와 접해 있다: 베수데, 플로리나스, 이티리, 실리고.